# Tellurit
Tellurit (veraltet Tellurocker) ist ein selten vorkommendes Mineral aus der Mineralklasse der „Oxide und Hydroxide“. Es kristallisiert im orthorhombischen Kristallsystem mit der Zusammensetzung β-TeO2, ist also chemisch gesehen ein β-Tellurdioxid.
Tellurit entwickelt meist durchsichtige Kristalle mit nadeligem bis prismatischem Habitus von etwa zwei Zentimetern Größe, aber auch büschelförmige Aggregate oder krustige Überzüge von weißer, gelblichweißer oder stroh- bis honiggelber Farbe bei weißer Strichfarbe. Unverletzte Kristallflächen frischer Proben weisen einen schwachen Diamantglanz auf.
Mit einer Mohshärte von 2 gehört Tellurit zu den weichen Mineralen, die sich ähnlich wie das Referenzmineral Gips mit dem Fingernagel ritzen lassen.

## Besondere Eigenschaften
Tellurit ist praktisch nicht in Wasser löslich, allerdings kann er bedingt durch den amphoteren Charakter des Te(IV)-Ions in starken Säuren wie Salz- oder Salpetersäure bzw. in starken Basen wie Natriumhydroxid gelöst werden. Die entsprechenden chemischen Reaktionsgleichungen finden sich unter →Tellurdioxid.

## Etymologie und Geschichte
Benannt wurde das Mineral nach seinem chemischen Hauptbestandteil dem Tellur. Der Wortstamm kann auf das lateinische Wort Tellus für die Erde zurückgeführt werden.
Erstmals entdeckt und beschrieben wurde Tellurit 1842 von Wilhelm Petz in der Grube „Fata Baii“ (Facebanya, Faczebaja) bei Zlatna im Kreis Alba in Rumänien. Er fand das Mineral zusammen mit gediegen Tellur in einigen Proben in Form kleiner Kugeln von feinfaserigem Gefüge und gelblichweißer, ins gräuliche spielender Farbe und identifizierte es aufgrund der chemischen Reaktionen vor dem Lötrohr, in der offenen Röhre und auf Kohle als Tellurige Säure.
Seine bis heute gültige Bezeichnung Tellurit erhielt das Mineral 1845 von Wilhelm Ritter von Haidinger.

## Klassifikation
In der mittlerweile veralteten, aber noch gebräuchlichen 8. Auflage der Mineralsystematik nach Strunz gehörte Tellurit zur Mineralklasse der „Oxide, Hydroxide“ und dort zur Abteilung der „Oxide mit Metall : Sauerstoff = 1:2“, wo er zusammen mit Brookit, Carmichaelit, Scrutinyi und Srilankit eine Gruppe bildete.
Die seit 2001 gültige und von der International Mineralogical Association (IMA) verwendete 9. Auflage der Strunzschen Mineralsystematik ordnet den Tellurit ebenfalls in die Klasse der „Oxide (Hydroxide, Vanadate, Arsenide, Antimonide, Bismuthide, Suldide, Selenide, Telluride, Jodide)“ und in die Abteilung der Oxide mit einem Metall-Sauerstoff-Verhältnis von 1:2 ein. Diese Abteilung ist zudem weiter unterteilt nach dem strukturellen Aufbau, so dass das Mineral entsprechend seinem Aufbau in der Unterabteilung „mit mittelgroßen Kationen; mit verschiedenen Polyedern“ zu finden ist, wo es das einzige Mineral der Gruppe 04.DE.20 ist.
Auch die vorwiegend im englischen Sprachraum gebräuchliche Systematik der Minerale nach Dana ordnet den Tellurit in die Klasse der „Oxide“, dort allerdings in die Abteilung der „Einfache Oxide mit einer Kationenladung von 4+ (AO2)“ ein. Hier ist Tellurit in der Unterklasse 04.04.06.01 zu finden.

## Modifikationen und Varietäten
Tellurdioxid kommt in der Natur in zwei verschiedenen Mineralien vor: Paratellurit (α-TeO2, tetragonal) und Tellurit (β-TeO2, orthorhombisch). Beide Modifikationen sind strukturell sehr ähnlich. Ein, wenn auch unsicheres, Unterscheidungsmerkmal ist ihre Farbe. Während Tellurit häufig eine gelbe Farbe aufweist, ist Paratellurit praktisch immer farblos. Eine genaue Unterscheidung zwischen diesen beiden Modifikationen ist nur durch eine Kristallstrukturanalyse möglich.

## Bildung und Fundorte
Tellurit kommt in der Oxidationszone von Erzlagerstätten vor. Es ist assoziiert mit anderen tellurhaltigen Mineralen wie gediegen Tellur oder Emmonsit.
Als seltene Mineralbildung konnte Tellurit bisher (Stand: 2011) nur an wenigen Fundorten nachgewiesen werden. Als bekannt gelten etwa 45 Fundorte.
Erwähnenswert aufgrund außergewöhnlicher Telluritfunde sind unter anderem die „Kawazu Mine“ bei Shimoda und die Susaki Mine in Japan, wo Kristalle bis etwa einen Zentimeter Länge zutage traten. Gut ausgebildete Kristalle fanden sich auch in der „Moctezuma Mine“ in Mexiko.
Weitere Fundorte liegen unter anderem in Chile, China, Frankreich, Kanada, Myanmar, Polen, Russland, Tschechien, Ungarn, und den Vereinigten Staaten von Amerika (USA).

## Kristallstruktur
Tellurit kristallisiert orthorhombisch in der Raumgruppe Pbca (Raumgruppen-Nr. 61) mit den Gitterparametern a = 12,03 Å; b = 5,46 Å; c = 5,61 Å, sowie 8 Formeleinheiten pro Elementarzelle.